# Personalhoheit
Unter Personalhoheit wird vor allem im deutschen öffentlichen Dienstrecht die Befugnis verstanden, über die Einstellung eigenen Personals zu entscheiden und die Dienstaufsicht über eigenes Personal zu führen. Der Begriff wird auch im Völkerrecht verwendet. Der Begriff ist jedoch kein Rechtsbegriff, sein genauer Bedeutungsgehalt ist unklar.

## Deutsches Recht
Im deutschen Bundesrecht wird der Begriff nicht verwendet. Im deutschen Landesrecht erscheint er an drei Stellen:
1. In § 40 Sächsisches Schulgesetz erscheint der Begriff in der amtlichen Überschrift im Zusammenhang mit der Frage, für welches Personal der Freistaat Sachsen und für welches Personal der jeweilige kommunale Schulträger zuständig ist.
2. § 14 Abs. 7 Satz 2 des baden-württembergischen Gesetzes zur Errichtung des Nationalparks Schwarzwald befasst sich mit der Zuständigkeit des Nationalparkrats, von der Gegenstände ausgenommen werden, die der Personalhoheit des Landes oder dem Haushaltsrecht des Landtags unterfallen. Der Nationalparkrat ist somit für die Angelegenheiten der Landesbediensteten, die im Nationalpark tätig sind, nicht zuständig.
3. In § 5 Sächsisches Berufsakademiegesetz wird bestimmt, dass die Berufsakademie Sachsen das Recht zur Selbstverwaltung hat. Zu den Selbstverwaltungsangelegenheiten gehört hiernach u. a. die Personalhoheit über eigene Bedienstete.

## Völkerrecht
Im Völkerrecht wird der Begriff im Zusammenhang mit der Verantwortlichkeit eines Staates in Bezug auf eigene Staatsangehörige im Ausland verwendet.
Der Begriff der Personalhoheit bezeichnet dabei eine bestimmte Form der Herrschaftsgewalt, nämlich die rechtliche Befugnis, die unterstehenden natürlichen und juristischen Personen einseitig kraft hoheitlicher Überlegenheit zu verpflichten und zu berechtigen. Wenn sich die Staatsangehörigen im Ausland aufhalten, bleiben sie der Personalhoheit des Heimatstaates unterworfen.
Der Heimatstaat kann seine Staatsangehörigen im Ausland kraft seiner Personalhoheit zu Handlungen oder Unterlassungen verpflichten, die durch die Gesetze des Aufenthaltsstaates nicht verboten sind und mit der Gebietshoheit des Aufenthaltsstaates somit nicht kollidieren. Deutlich wird das im deutschen Strafrecht an der Strafbarkeit von Taten, die von Deutschen im Ausland begangen werden (§ 7 Abs. 2 Nr. 1 StGB). Die Ausdehnung des Heimatrechts auf die eigenen Staatsangehörigen im Ausland wird seit dem Mittelalter mit der Treue der Staatsbürger zum Gesetz ihres Heimatlandes begründet, die ihr Gegenstück in dem Recht des Heimatstaates findet, sie im Aufenthaltsstaat diplomatisch zu schützen.